# Genaro Boltri

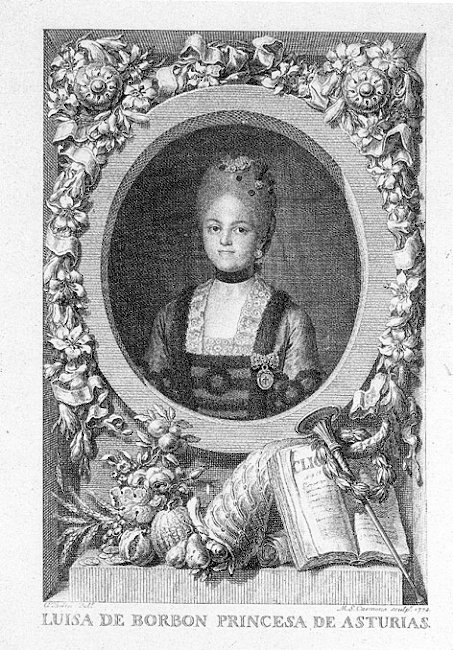
María Luisa de Borbón, talla dulce de Manuel Salvador Carmona por dibujo de Genaro Boltri, 1774

Genaro Boltri (Nápoles, c. 1730-Madrid, 10 de abril de 1788) fue un pintor italiano activo en la corte española de Carlos III.
Formado de la mano de Francisco Tomachello, en 1756 Carlos VII de Nápoles —tres años después Carlos III de España—, le confirió plaza de pintor para sustituir una vacante en la Real Fábrica de Porcelanas de Capodimonte. En 1759 se trasladó a Madrid para trabajar en la Real Fábrica de Porcelana del Buen Retiro. Compatibilizó la enseñanza a los aprendices en la fábrica con la pintura de retratos en miniatura de la familia real y de otros miembros de la aristocracia madrileña, llegando a ser uno de los artistas más valorados en este género aunque no lograse el nombramiento de retratista de cámara que solicitó en 1771 y 1773.
Su hijo Antonio Boltri Gutiérrez, nacido de su matrimonio con Cayetana Gutiérrez, fue pintor del príncipe de Asturias, el futuro Carlos IV y después de 1815 de Fernando VII.